# Оптическая накачка
Опти́ческая нака́чка - метод создания  инверсии населенности в веществе воздействием электромагнитного излучения более высокой частоты, чем частота квантового инверсионного перехода. Этот метод, позволяющий сдвигать электроны в атомах с одного магнитного подуровня на другой, лег в основу создания квантового генератора света – лазера.

## Теория
Метод был открыт в 1950 году Альфредом Кастлером, когда пучок света соответствующей частоты поднимает атомы или молекулы до более высокого энергетического уровня, при этом не занимая все подуровни. Из этого следует, что при обратных переходах атомов в основное состояние свет неравномерно распространяется в различных направлениях и при этом частично поляризован в каждом направлении. Если электромагнитное поле, приложенное к поднятым атомам, имеет энергию фотонов, необходимую для  индуцирования переходов между занятыми и незанятыми подуровнями и испускаемый свет изменяет и поляризацию, и пространственное распределение, такое изменение указывает на то, что радиочастота находится в резонансе с разностью энергий. Метод оптической накачки Кастлера, стал средством точного закрепления расположения подуровней поднимаемых атомных состояний.
Считается, что при оптической накачке атом ориентирован на {\displaystyle m_{F}} уровень, но из-за циклической природы данного процесса связанный электрон фактически подвергается повторному возбуждению и распаду между подуровнями верхнего и нижнего состояний. Поляризация и частота накачки лазера определяют, на какие {\displaystyle m_{F}} подуровни ориентирован лазер.